# دوچیران
دوچیران. [ دُ ] (اِخ) دهی است، از دهستان تل بزان شهرستان مسجدسلیمان شهر اهواز در استان خوزستان، در ۲۲ هزار گزی جنوب خاوری مسجدسلیمان و ۷ هزار گزی خاور راه شوسه.
آب و هوای آن، کوهستانی و گرمسیر است. دارای ۱۴۵ تن سکنه. آب آن از چشمه است و راه آن اتومبیل رو می‌باشد.
ساکنینش از طایفهٔ شهنی، از شاخه هفت لنگ ایل بختیاری اند.